# Astragalus puberulus
Astragalus puberulus är en ärtväxtart som beskrevs av Carl Friedrich von Ledebour. Astragalus puberulus ingår i släktet vedlar, och familjen ärtväxter. Inga underarter finns listade i Catalogue of Life.